# Park Romualda Traugutta w Elblągu
Park Romualda Traugutta w Elblągu – park miejski w centralnej części Elbląga, w dzielnicy Traugutta, położony częściowo w dolinie potoku Kumiela (Dzikuska).

## Historia
Park stanowi teren dawnego kościoła i cmentarza przy kościele św. Anny (na południu), a także cmentarza parafialnego kościoła Najświętszej Marii Panny (na północy, wzdłuż Kumieli, czytelny jest tu przebieg dawnych alei cmentarnych). Wzniesienie w południowej części parku było cmentarzyskiem Prusów (dawna niemiecka nazwa tej górki to Pruẞische Kirchof). W latach 50. XX wieku cmentarze zniwelowano, a park otwarto w ich miejscu w 1960. Miejsce dawnego kościoła św. Anny wyznacza Krzyż Papieski (na pamiątkę wizyty bł. Jana Pawła II, który w czerwcu 1999 złożył wizytę w Elblągu).
Przy jednym z wejść do parku stała w przeszłości rzeźba nagiego mitycznego Tezeusza, obecnie zlokalizowana przed Hotelem Arbiter na Placu Słowiańskim. Pozostał po niej cokół. W części północnej stoi nieczynna fontanna, z postacią kamiennej żaby (schody doń zostały wyłożone bryłami powstałymi z potłuczonych płyt nagrobnych). Pozostały tu też nieliczne nagrobki.
Na dawnych cmentarzach pochowano m.in. takie osoby, jak Ferdinand Schichau i Max Toeppen. W północnej części nekropolii znaleziono podczas budowy parku ciała niemieckich żołnierzy, chowanych po wojnie w masowych grobach. U wejścia do dawnego kościoła św. Anny stoi głaz - jedyna pozostałość po świątyni. Poświęcono go pamięci Romualda Traugutta. W głębi parku (na podwyższeniu z kamieni spojonych zaprawą) posadowiono pomnik, na cześć inwalidów wojennych (2009).

## Turystyka
Przez park, wzdłuż Kumieli, przebiegają:
- czerwony Szlak Kopernikowski (pieszy),
- niebiesko znakowana Elbląska Droga św. Jakuba,
- długodystansowy Wschodni Szlak Rowerowy Green Velo[4].

## Galeria

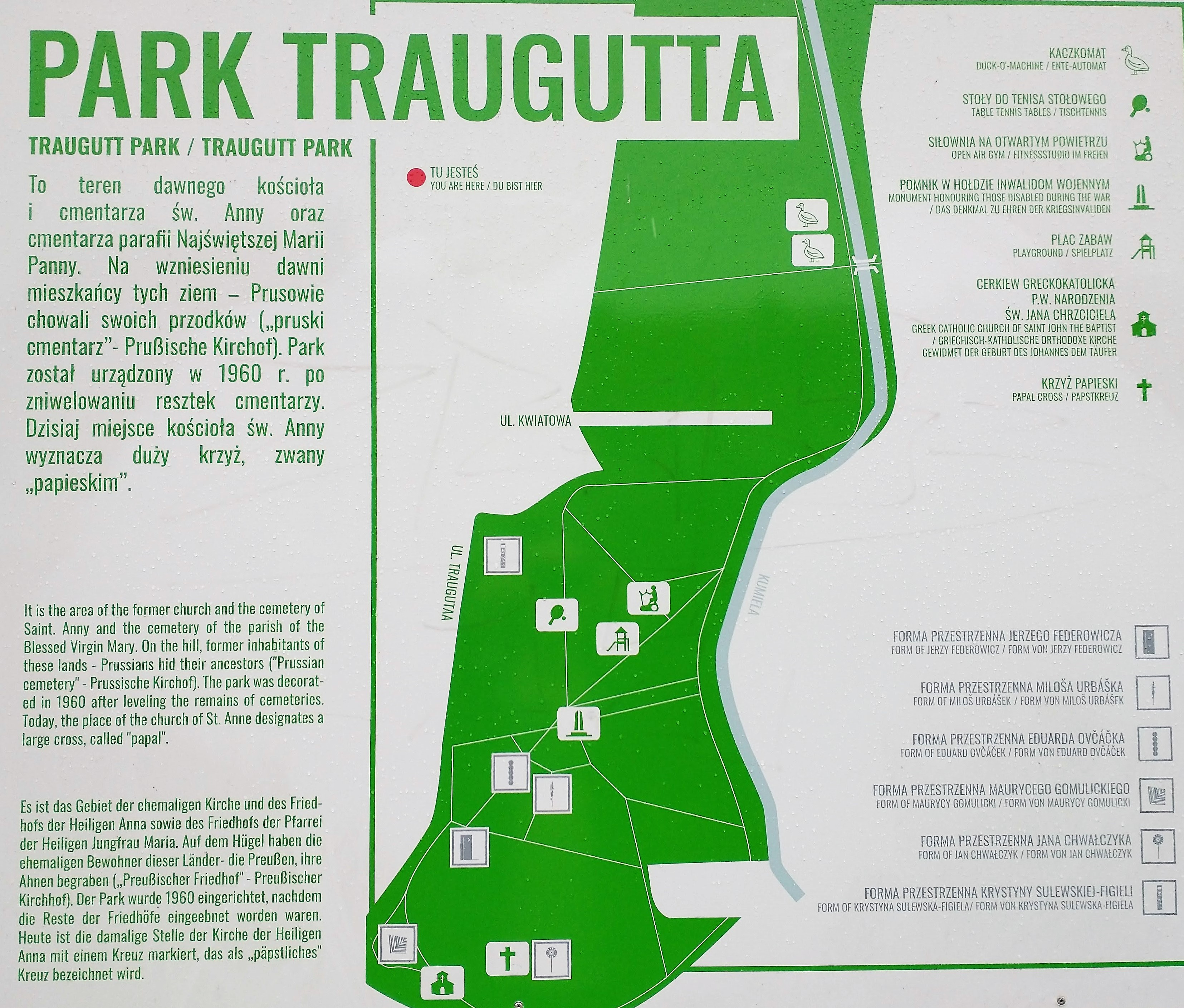
Plan parku
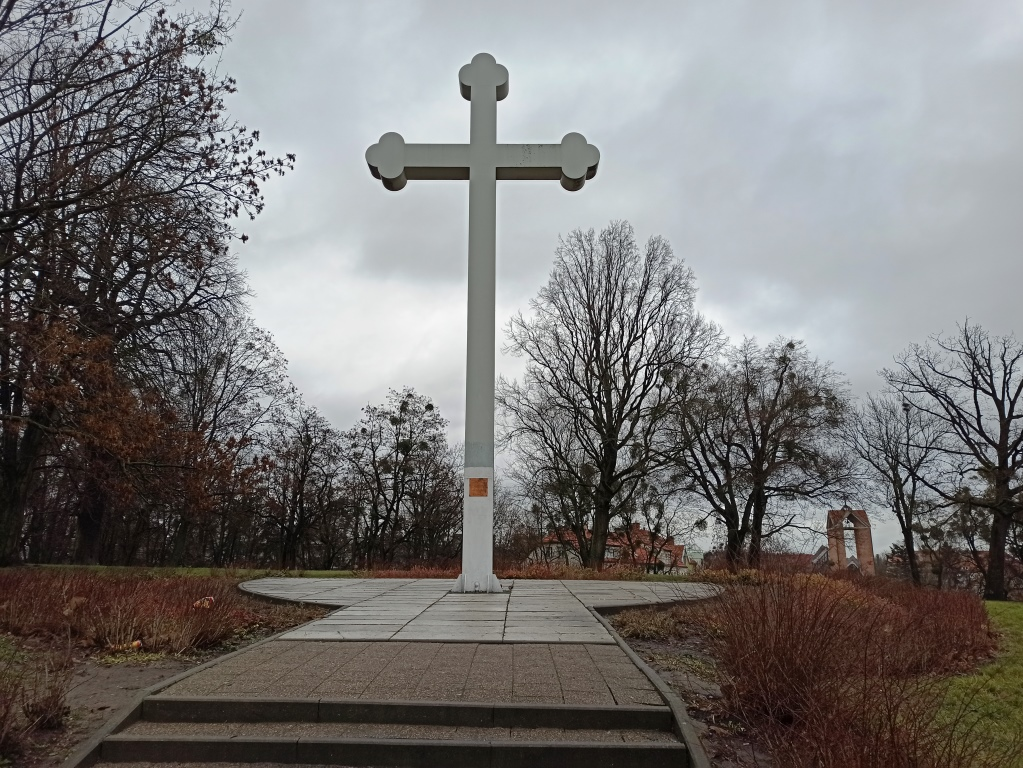
Krzyż Papieski
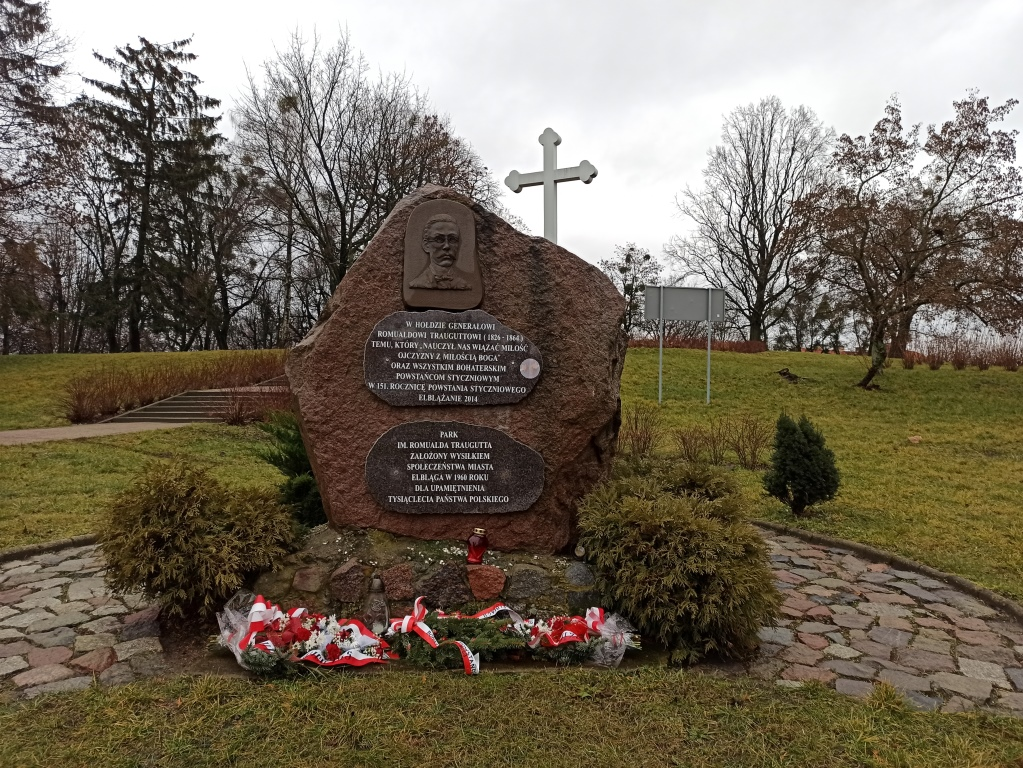
Głaz Romualda Traugutta
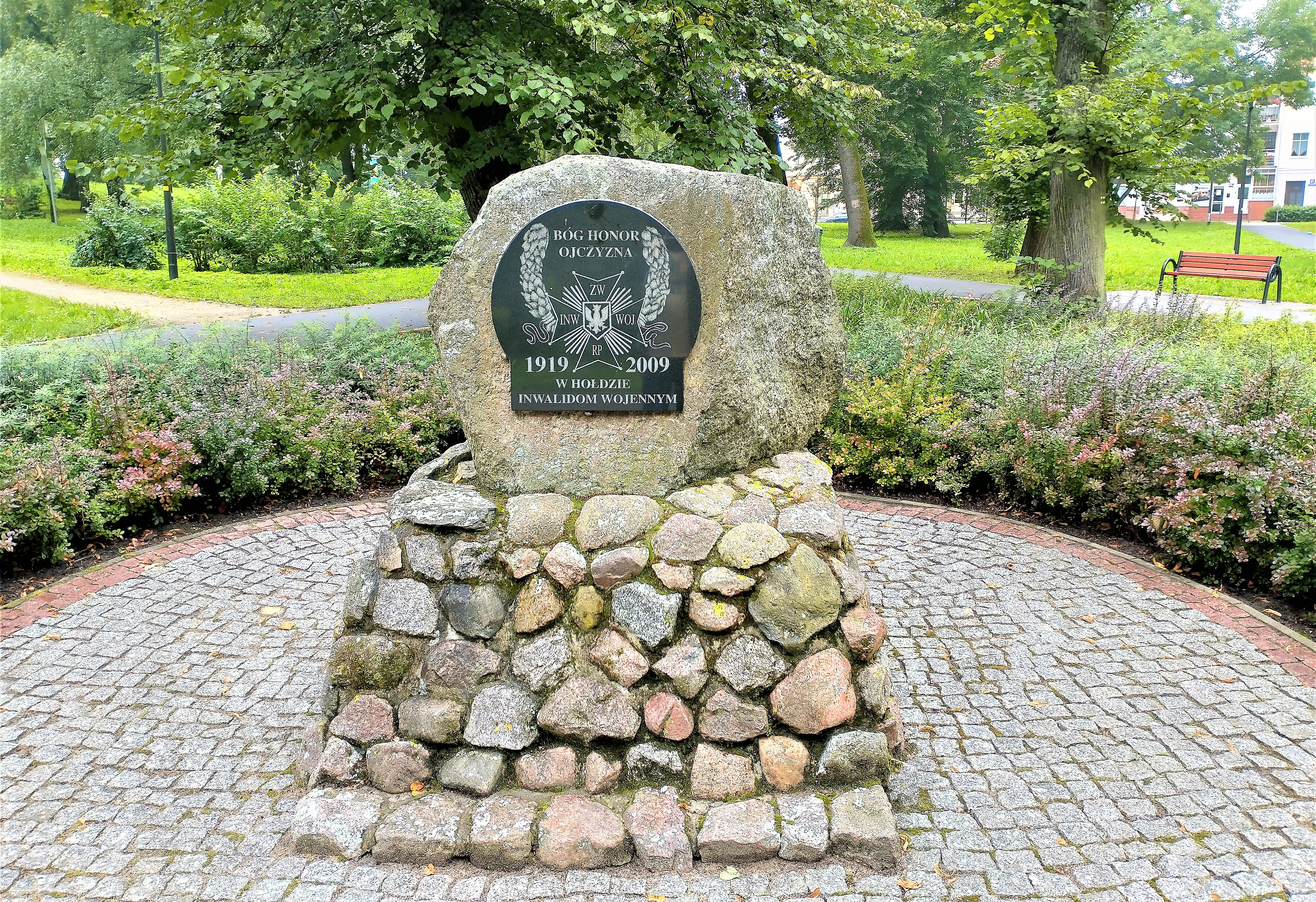
Głaz inwalidów wojennych